# Чембулат
 Чембулат  — деревня в Атнинском районе Татарстана. Входит в состав Новошашинского сельского поселения.

## География
Находится в северо-западной части Татарстана на расстоянии приблизительно 14 км по прямой на север от районного центра села Большая Атня.

## История
Согласно Татарской энциклопедии основана в XVIII веке переселенцами из деревни Вершины Шеши (Верхние Шаши).
В «Списке населённых мест Российской империи», изданном в 1866 году по сведениям 1859 года, населённый пункт упомянут как казённая деревня Чембулат 2-го стана Царёвококшайского уезда Казанской губернии. Располагалась по левую сторону транспортного тракта из города Казани в Вятскую губернию, при речке Чембулатке, в 135 верстах от уездного города Царёвококшайска и в 25 верстах от становой квартиры в казённой деревне Уразлино (Казаклар). В деревне, в 84 дворах проживали 581 человек (276 мужчин и 305 женщин), была мечеть.
В начале XX века действовали 2 мечети. Однако в Писцовых книгах есть упоминания этой деревни и относятся они к XVI веках. 

## Население
Постоянных жителей было: в 1859—545, в 1897—768, в 1908—708, в 1920—377, в 1926—721, в 1938—685, в 1949—406, в 1958—362, в 1970—227, в 1979—164, в 1989—140, в 2002 − 121 (татары 96 %), 117 в 2010.